# Eerily Howling Winds - The Antediluvian Tapes
Eerily Howling Winds - The Antediluvian Tapes è una compilation della band black metal Ancient. Comprende le demo di Eerily Howling Winds del 1993 (tracce 3, 4 e 5) e altre precedenti. L'album è stato pubblicato il 16 febbraio 2005 da parte della Sleaszy Rider Records.

## Tracce
1. Trolltaar - 06.12
2. Nattens Skjønnhet - 08.00
3. Eerily Howling Winds - 03.49
4. The Call of the Absu Deep - 05.29
5. Det Glemte Riket - 07.32
6. Trumps of an Archangel - 03.53
7. Paa Evig Vandrig - 08.07
8. Likferd - 04.41
9. Det Glemte Riket - 07.40

## Formazione
- Grimm – voce, batteria
- Aphazel – chitarra, basso, tastiera